# Kaina Martinez
Kaina Martinez, född 20 februari 1986, är en friidrottare från Belize. Hon deltog vid olympiska sommarspelen 2012.